# هانسی هینترسر
هانسی هینترسر (انگلیسی: Hansi Hinterseer؛ زادهٔ ۲ فوریهٔ ۱۹۵۴)  اسکی‌باز آلپاین اهل اتریش بود.
وی در مسابقات کشوری و بین‌المللی در مجموع برندهٔ ۱ مدال نقره شده‌است.